# トリマラン

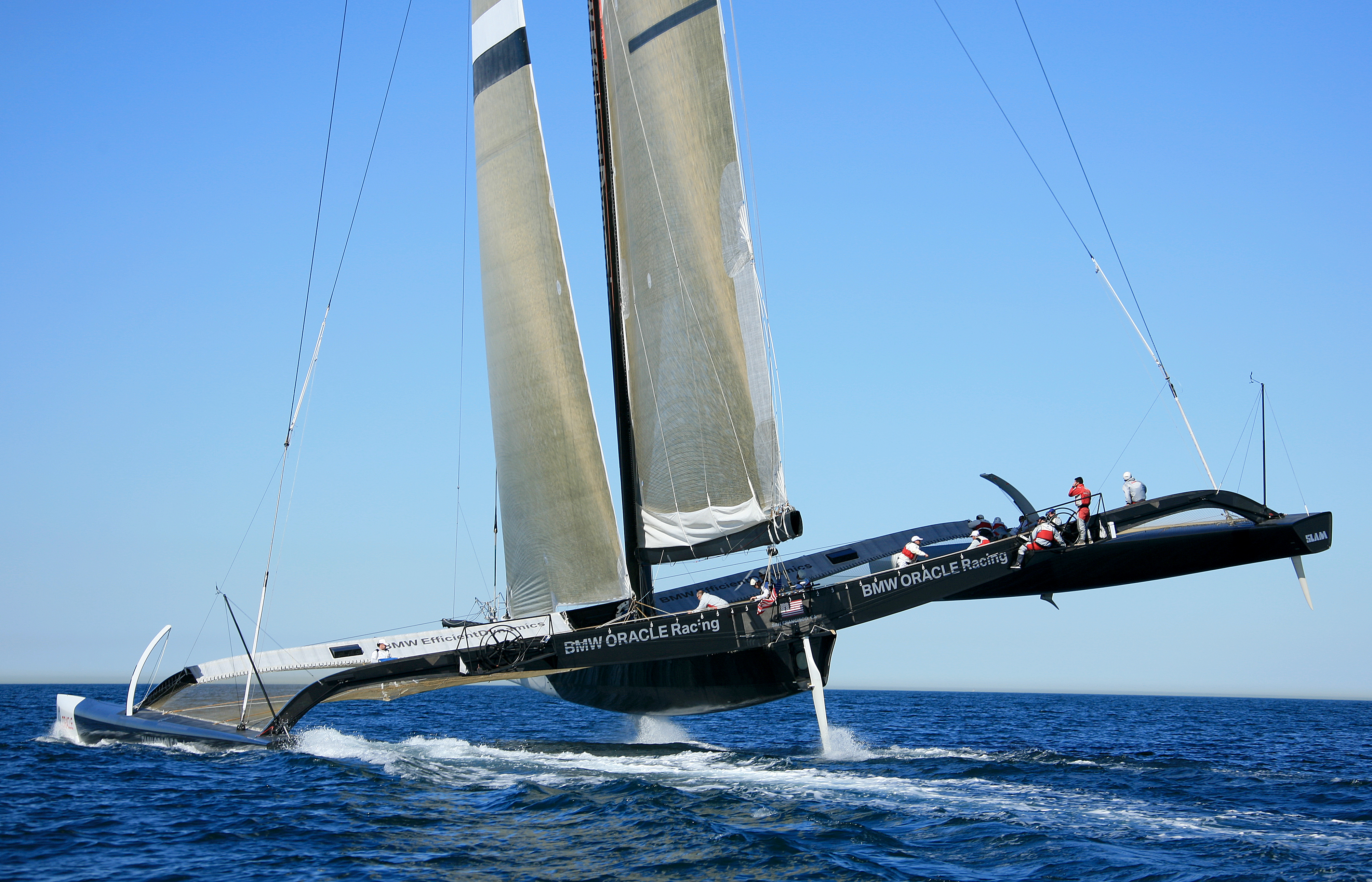
USA-17 —90 ftのトリマラン。旧名BOR90。

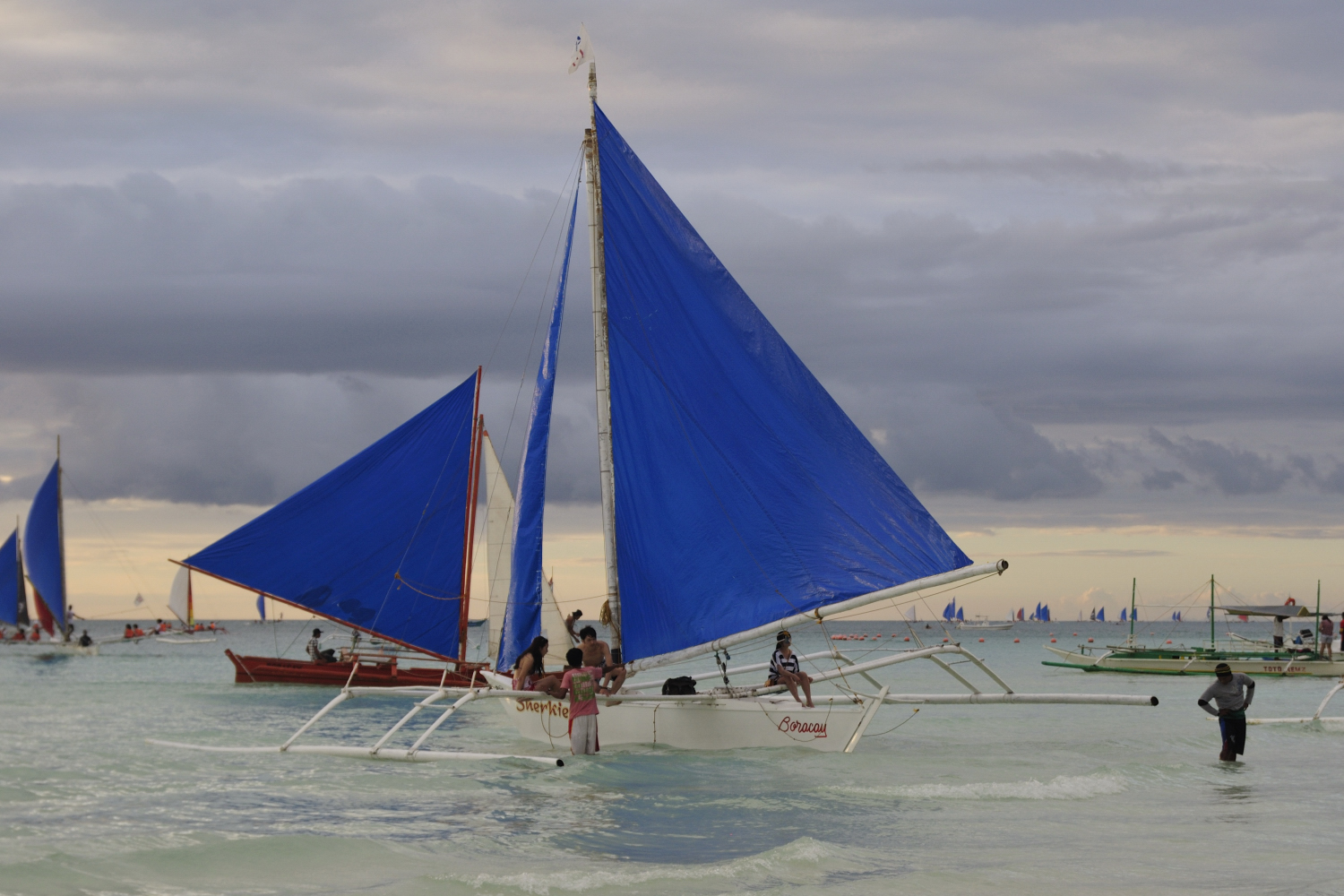
フィリピンの伝統的なパラウ船ダブルアウトリガーヨット（バンカ船）

トリマラン（trimaran）またはダブルアウトリガー（double-outrigger）とは三胴船で、普通は主船体と、主船体から張り出した横桁に取り付けられた2つの小さなアウトリガー船体（または「フロート」）で構成される。現代のトリマランのほとんどは、レクリエーションやレース用に設計された帆走用ヨットである。
その他にはフェリーや軍艦がある。大型艦船では主船体と副船体にも大きな接合強度が必要で、この部分を梁が並んだ台として2階建状に幅広の上部船体を載せている形態が多い。

## 概要
海域東南アジアのオーストロネシア文化の伝統的なダブルアウトリガーカヌーに由来する。特にフィリピンと東インドネシアでは、この伝統的な漁船の船体設計が依然として多数を占めている。ダブルアウトリガーは、古いカタマラン（双胴船）とシングルアウトリガー船の設計から派生した。
オーストラリアの造船会社オースタルによるとカタマラン（双胴船）やモノハル（単胴船）と比較し、外船体の配置を最適化することで波の発生を最小限に抑え、その結果、貨物1,000トンを積載した状態では速度を発揮する際に必要な出力を最小化できる、横方向からの力を受けた時の揺れがカタマランよりも少なくなり、向い波を受けたときの縦揺れも抑えられ、船酔いの抑制にも優れているなどのメリットがある。また船幅の拡大が容易となり排水量と比較して甲板の面積が広くなる。
マイナス面としては船体構造が複雑になるので、積載重量当たりのコストが高価になり、重量物の輸送に向かない（低密度の貨物や旅客向け）、積載重量当たり船体サイズが大きくなり船体下部の構造が複雑になるためドック入りが難しくなる。また速度性能は高いが船幅が大きくなるためモノハルと比較すると旋回性能が劣る。
2005年から2020年の間に、オースタルは14隻のアルミニウム製の高速トリマラン船を建造した。そのうち11隻はアメリカ海軍向けだった。 2020年は、11隻のトリマランが建造中または受注中である。オースタルはオーストラリアとアメリカに加えて、ベトナムとフィリピンに造船所を有している。
「トリマラン」という言葉は、「3」を意味する接頭語の「tri-」に、「双胴船(カタマラン)」を意味する「(cata-)maran」の後半を繋いだかばん語であり 、ウクライナ生まれで現代的な多胴船の先駆者であるビクター・チェチェット（Victor Tchetchet）の造語だと考えられている。

## 帆走用

### 歴史

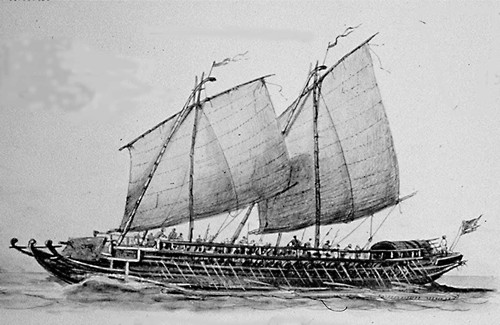
イラヌン人のLanong船。ダブルアウトリガーの軍船で、フィリピンのマギンダナオ王国とスールー王国で18世紀から19世紀後半まで使われた。また、襲撃や海賊にも使用されていた

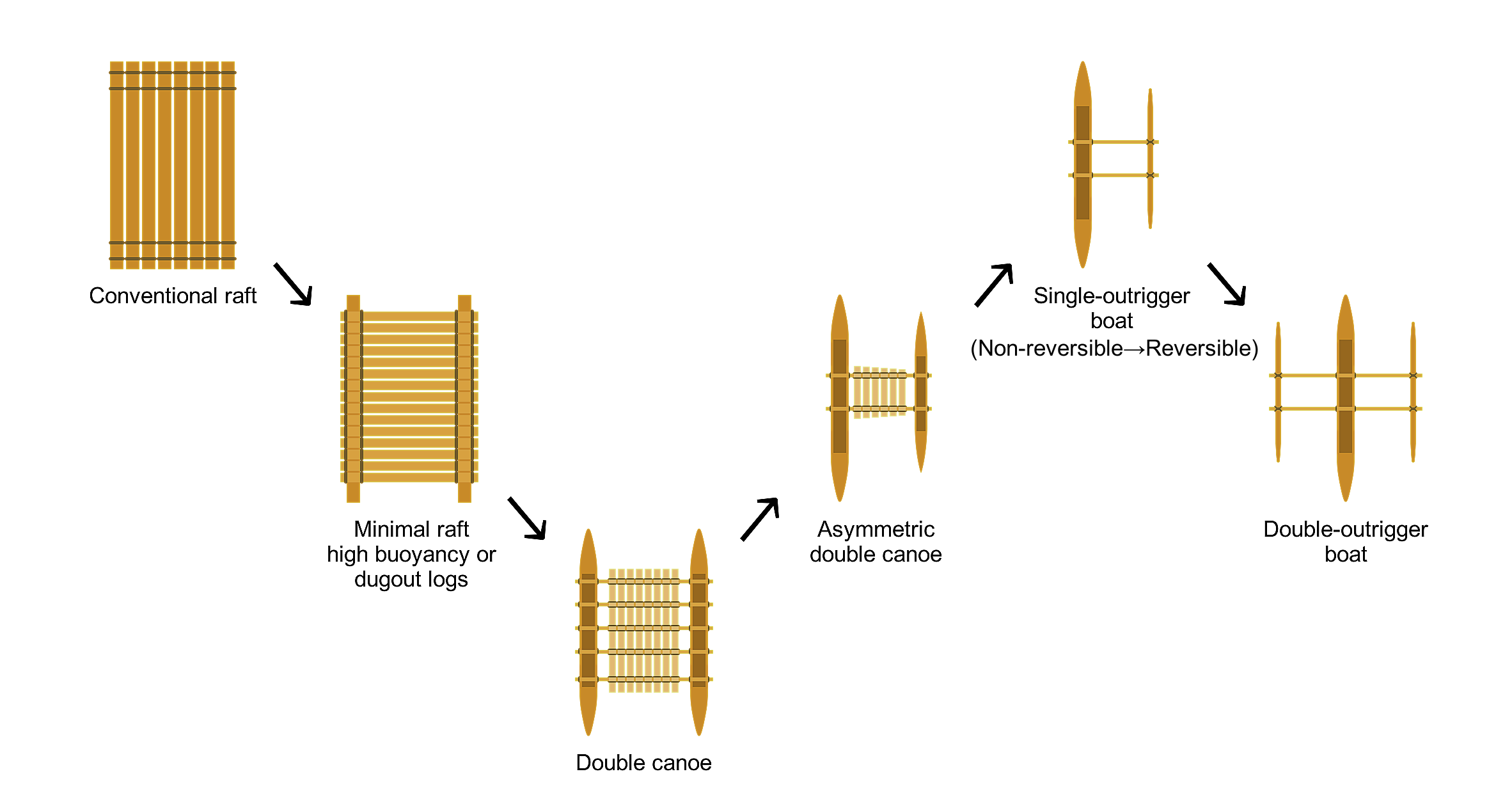
オーストロネシアの船の発達における形態の派生過程（Mahdi、1999）

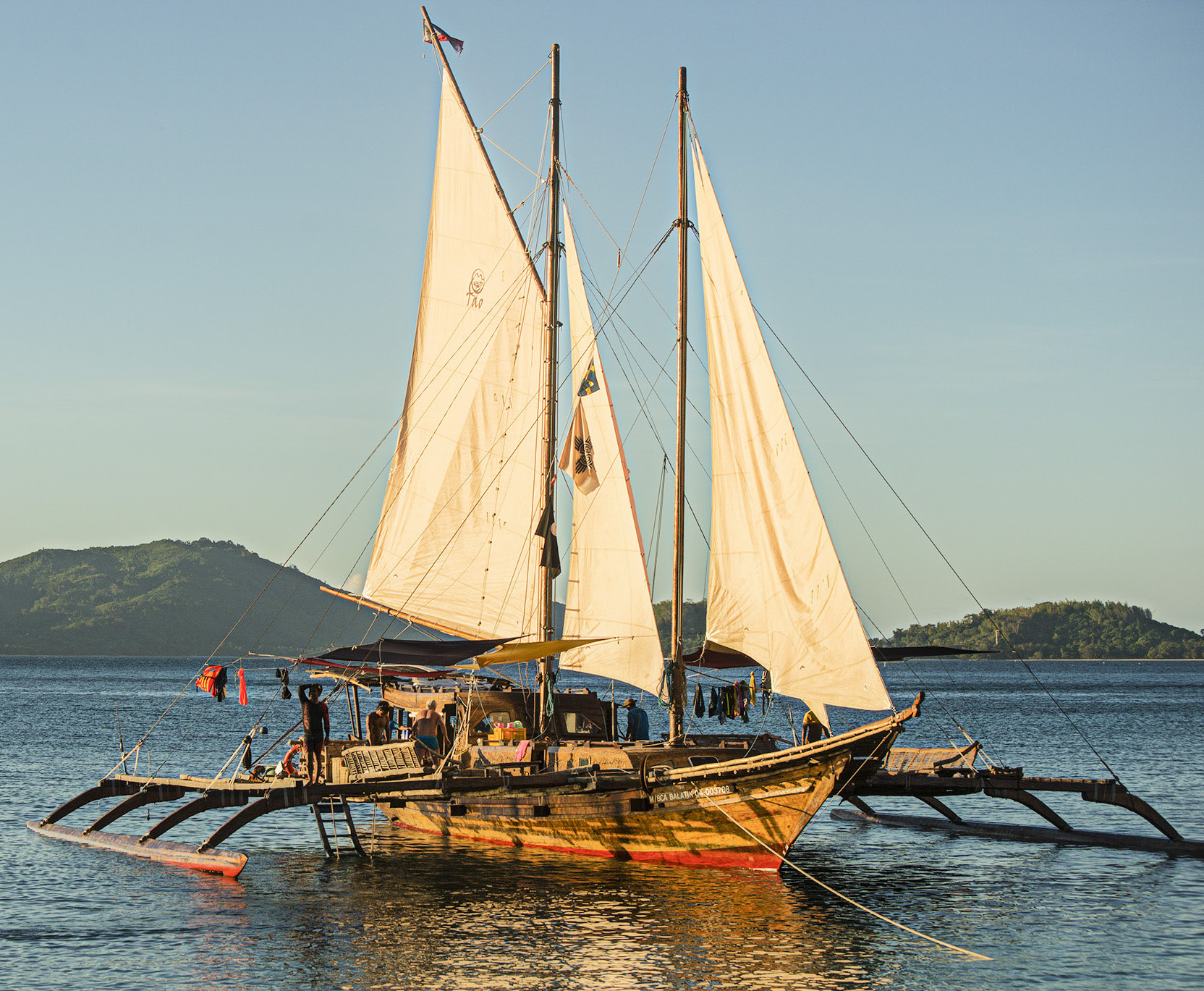
「バラティック」はレプリカで、フィリピンのビサヤ諸島の伝統的なオーストロネシア文化のトリマランであるパラウ船（Paraw）を模している。

最初のダブルアウトリガー船はオーストロネシア人によって開発され、今日でも海域東南アジアの伝統的な漁師によって広く使用されている。これは、古代のシングルアウトリガー船から発展した物で、風下時のタッキングの不安定さを解決した。ただし、ミクロネシアとポリネシアのオーストロネシア人の間では、ダブルアウトリガーは開発されなかった（メラネシア西部には存在する）。代わりに、シングルアウトリガーとカタマランが使用された。
ダブルアウトリガーの軍船は古代から近世まで、海域東南アジアで広く使われた。例としては、フィリピンのビサヤ諸島やパンパンガ州のカラコア(karakoa)、イラヌン人やバンギギ人のラノン(lanong)、モルッカ諸島のコラコラ（Kora kora） 、ムンタワイ諸島のナバトボゴル（knabat bogolu ）、そしてボロブドゥール遺跡の船のレリーフ（Borobudur ship）。これらは植民地時代にヨーロッパ人によって「プロア」と呼ばれることが多かったが、この言葉は広く現地の在来船を指し、ダブルアウトリガー船以外のシングルアウトリガー船やアウトリガーのない船を指すこともある。

#### 20世紀
セーリング用のカタマランとトリマランは、1960年代と1970年代に人気を博した。現代的なセーリングトリマランは、1945年にアメリカで、長さ約24フィート（7メートル）の船舶用の合板で2隻のトリマランを建造したウクライナからの移民のビクター・チェチェットによって始まった。彼が「トリマラン」という用語を作り出したと信じられている。1950年代と1960年代に、アーサー・パイヴァー（Arthur Piver）は合板組み立て式のトリマランを設計・製造した。これは重く、現代の基準では海に馴染むものではなかった。それにもかかわらず、これらのいくつかは海を渡った。他のデザイナーたちが彼に続き、トリマラン・クルーザーの性能と安全性が改良された。
これらは自作用キットだったが、完成品も販売されるようになった。そのうちのいくつかは長さ19–36フィート (5.8–11.0 m)で、「日曜船乗り」用に車で曳いて輸送できるように設計されている。

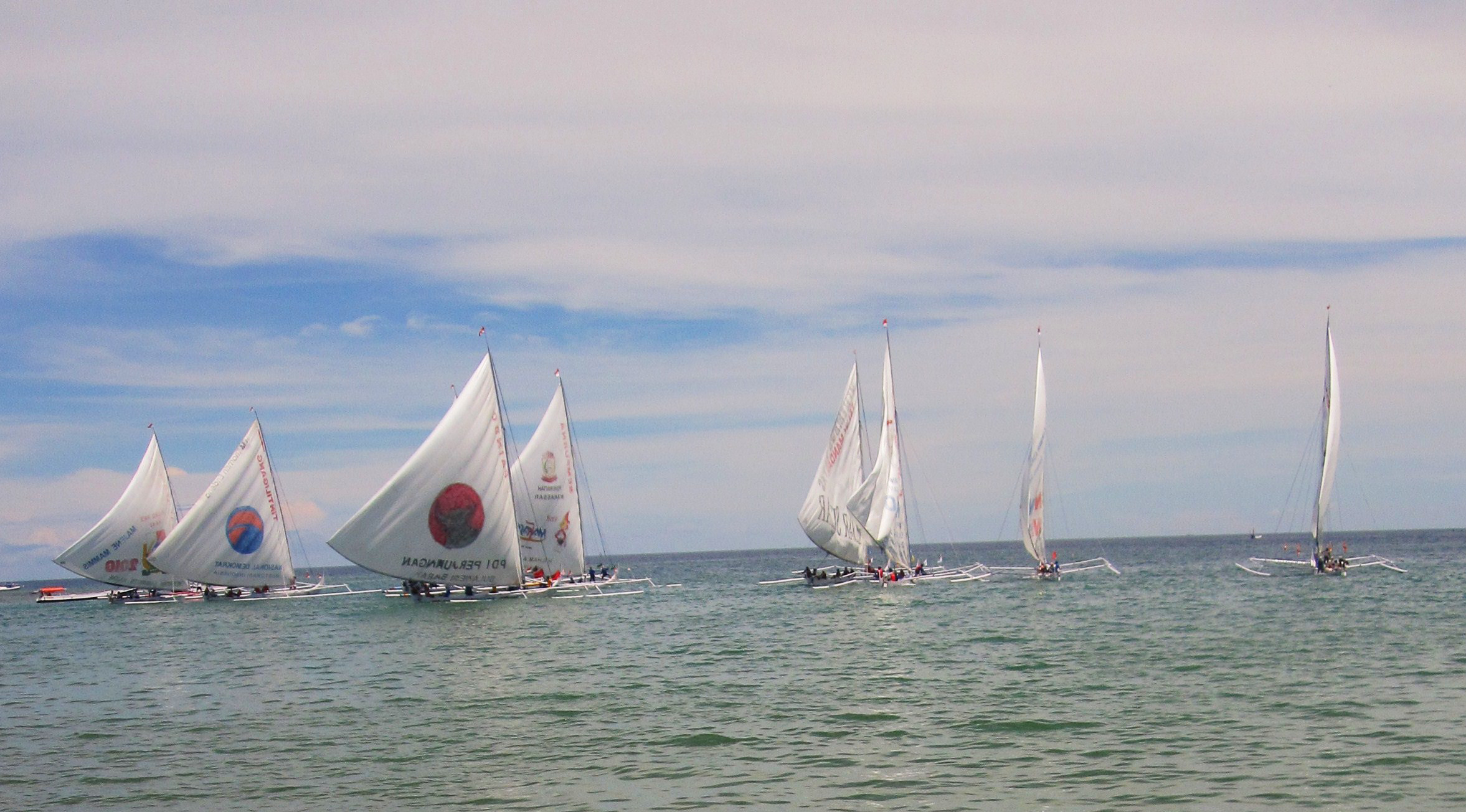
インドネシア、西スラウェシのマジェネで撮影。伝統的なオーストロネシアのクラブクロウセイルを備えたダブルアウトリガーヨットであるサンデク船（Sandeq）

現代の西洋製のトリマランは、通常、タンジャセイルやクラブクロウセイルのようなオーストロネシア式の帆装ではなく、標準的なバミューダリグである。また、全体ではかなり幅広になっている。さらに、フロートも、アウトリガーカヌーの物よりもはるかに浮力があり、大きな船形に見合っている。それは傾斜して沈んだ分だけ抗力になり、フロートがどこまで沈んでいるかはリーフィング（縮帆）するタイミングの目安になる。
向かい風に対する最大速度、最大速度、追い風の場合の速度に関するDoran（1972年）による客観的な比較では、ふたつの伝統的なアウトリガー船、フィリピンのダブルアウトリガーのベンタと、カロリン諸島のシングルアウトリガーのワ (船)の両方を使った。それぞれ、当時の現代的トリマランよりも優れていた。

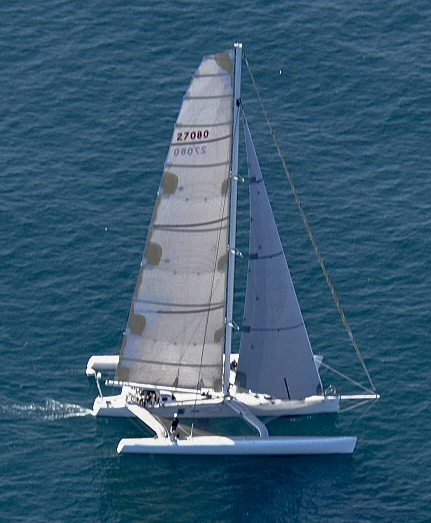
LoeRea 、映画「ウォーターワールド」で使用された60フィート（18メートル）のトリマラン

### 折りたたみトリマラン

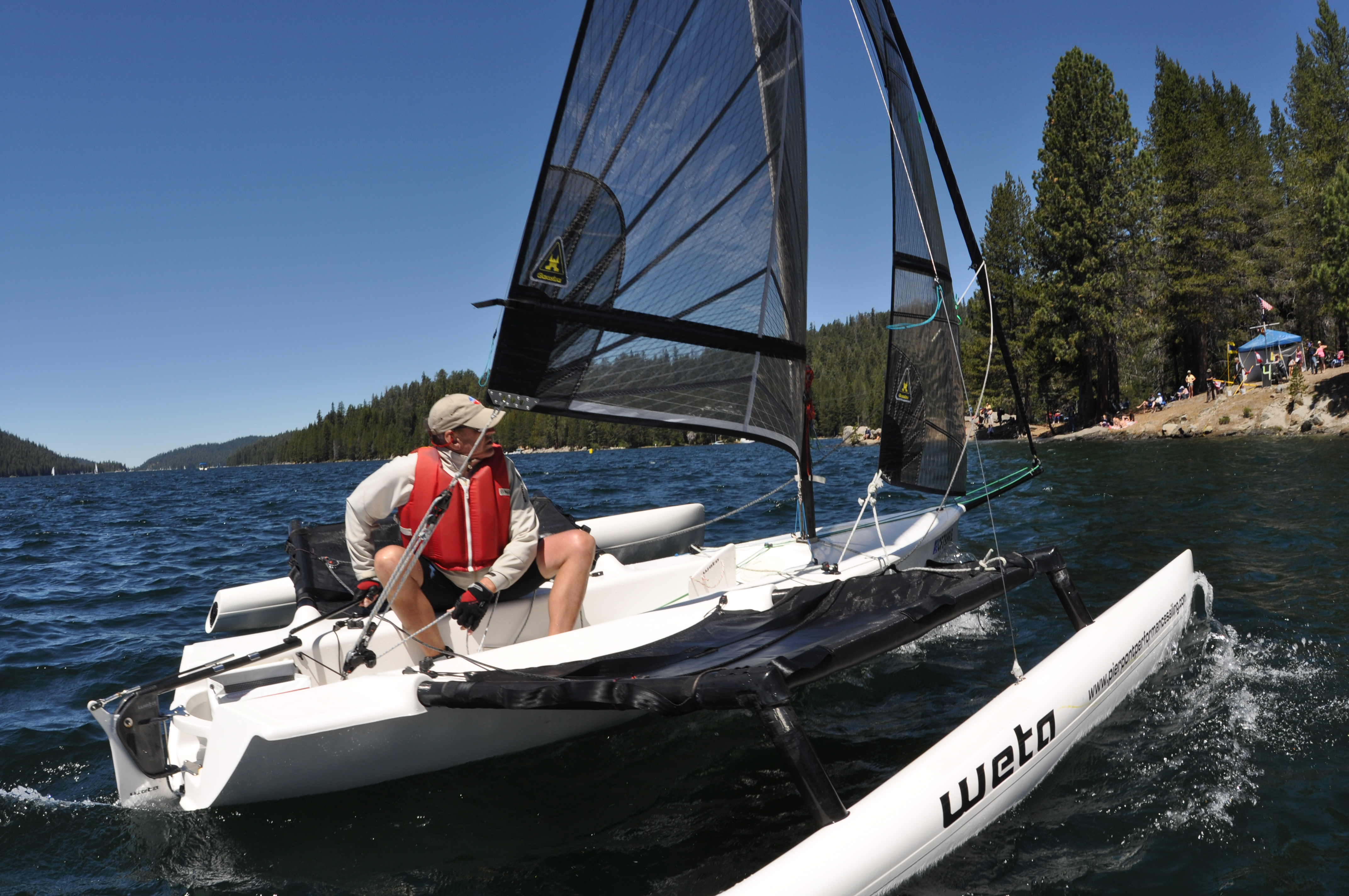
ハイシエラレガッタでのウェタトリマランレース

いくつかのメーカーは、フロートを取り外したり、配置を換えたり、主船体の近くに折りたためたりするトリマランを製造している。そうすることで、陸上輸送時に牽引できたり、マリーナの通常の単胴船と同じスペースに収めたりできる。いくつかのメカニズムにより、アウトリガーをコンパクトにできる。

## 競争と記録
トーマス・コーヴィルは、トリマランの「ソデボ・ウルティム」で2016年12月25日に達成した49日3時間の単独世界周航の世界記録を保持している。彼の偉業に先立って、フランシス・ジョヨン（Francis Joyon）は、2008年1月20日に単独世界一周の世界記録を達成した。 51歳のフランス人は、トリマランで57日、13時間、34分、6秒で地球を一人で一周した。彼は、2005年2月に達成された英国人のエレン・マッカーサー（Ellen MacArthur）の記録を破った。彼女はナイジェル・イレンズの設計したトリマランで71日強を海で過ごした。
フランシス・ジョヨンと5人の乗組員は2016年12月から2017年1月にかけてトリマランのIDEC SPORTで現在の絶対最速（風力または動力における）の海上世界周航記録、40日23時間30分30秒を出した。平均速度は26.85ノット (49.73 km/h)で、航行した総距離は26,412海里（48,915キロメートル） 。2020年の初めに、同じ船が香港からロンドンまでのティークリッパールートを32日弱で走破した。これは、当時のクリッパーがルートを航行するのにかかった時間の3分の1である。
水中翼帆走の実験船として作られたトリマランHydroptèreは、フランスのフォス＝シュル＝メール近くの海上で短時間56.3ノット (104.3 km/h; 64.8 mph)に達した が、横転してその後まもなく完全に転覆した。

### 第33回アメリカスカップ
ゴールデンゲート・ヨットクラブが編成したBMWオラクルレーシングチームは、2010年2月14日にスペインのバレンシア沖で開催された2010アメリカズカップでカタマランのアリンギ（Alinghi）を2-0で破って優勝した。1992年以来、アメリカズカップを獲得した最初のアメリカ代表である。 USA 17トリマランの硬い帆（Wingsail）は決定的なアドバンテージを提供し、トリマランは各レースでかなりの差を付けて勝利した。

### 動力船
「アースレース」(のちのシーシェパード船「アディ・ギル」)は、2008年に動力船による世界一周の世界記録60日23時間49分を達成した。

## 旅客船
高速フェリーに使用されている。

2005年、カナリア諸島で運航するスペインのフェリー会社Fred Olsen S.A.向けの全長127メートル (417 ft)の船Benchijigua Expressをオースタルは建造した 。この船は、最大で40ノットの速度で、1,280人の乗客と340台の車または同等物を運ぶことができ、引き渡し時点では世界最長のアルミニウム船だった。

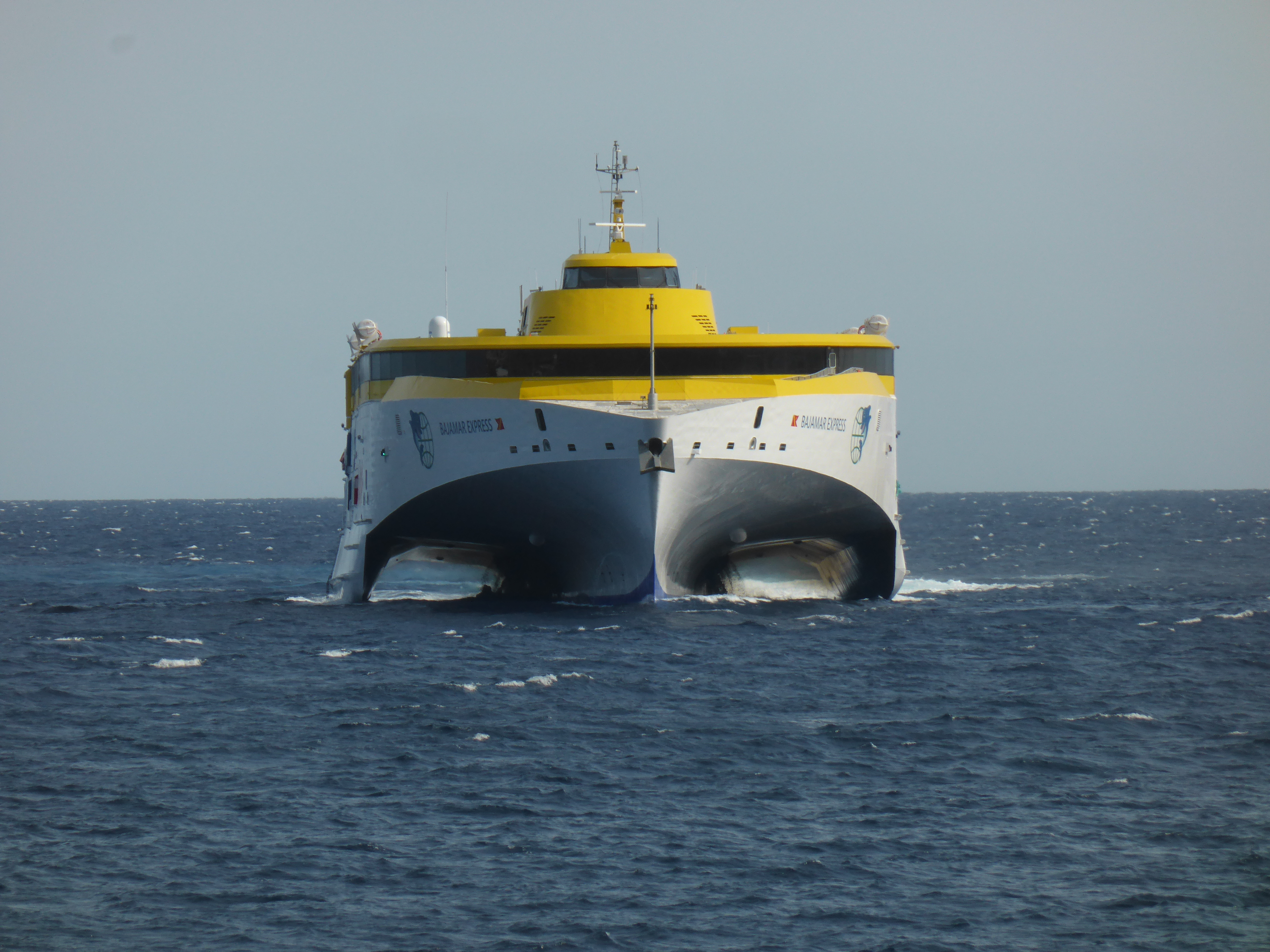
HSCバハマーエクスプレス

高速船は、避難港から4時間以内の国際旅客航海、または避難港から8時間以内の500総トン数の貨物船向けに設計されたものに適用される規定に準拠している。すべての乗客には座席が提供され、寝室は用意されていない。
高速フェリーの需要は1970年代後半に始まり、当時は主にノルウェーで建造された。最終的に、オーストラリアの2つの造船所、インキャットとオースタルが目立つようになった 。当初多くの造船所によって建造されたが、世紀の変わり目までに、70メートルと3,000総トンを超える大型船を建造しているのは2社だけとなった。インキャットは波浪貫通型船体のカタマランを専門としていたが、オースタルは高速トリマランを開発した。
2010年にオースタルは全長102メートルの「ハル270」を建造したが、2015年まで購入者を見つけられなかった。最終的に「コンドル・リベレーション」（HSC Condor Liberation）と名付けられてチャンネル諸島で運航するためにコンドルフェリー社（Condor Ferries）に売却された。2017年にフレッドオルセン（Fred. Olsen Express）はカナリア諸島で運航するために2隻の117メートルのトリマランフェリー、「バハマー・エクスプレス」と「バニャデロス・エクスプレス」を注文した。2018年、日本のJR九州は全長83.5メートルで速力約36.5ノットのトリマランフェリー「クイーンビートル」を発注して、2020年10月に博多港に到着した。

## 軍艦

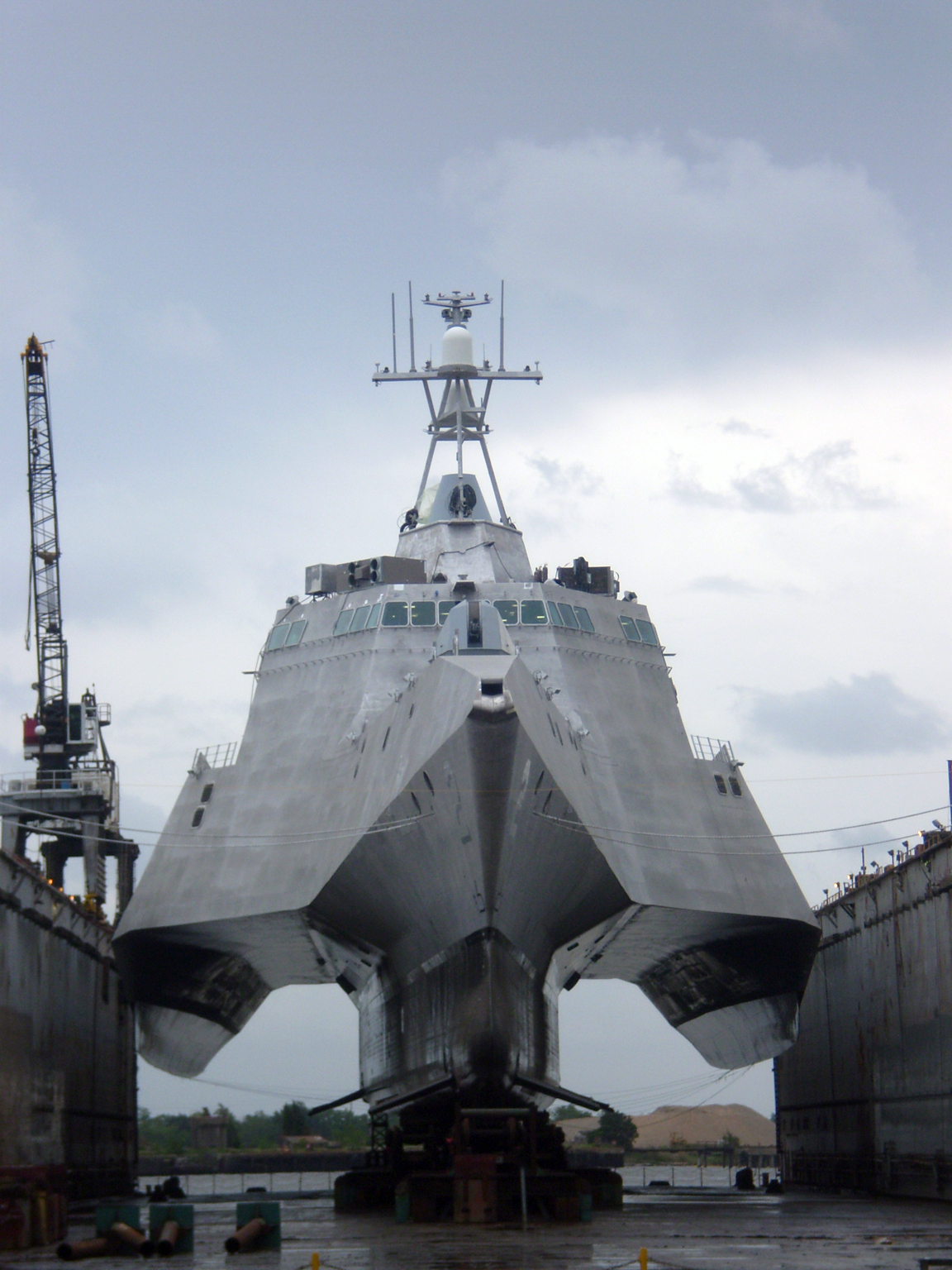
船台上のLCS-2 インディペンデンス。上部船体と水線下部の幅の差に注目

高速航行向きであることと、特に近年の軍艦には必須となりつつあり、巡視船・警備船など準軍艦的船種にも需要が増している、艦尾寄りに設けられることが多いヘリコプター（新しくは無人航空機）用の飛行甲板を、1000トン未満の小型船艇にも十分な面積を確保できるといった長所が挙げられる。魚雷を受けた場合、副船体が機関室などの致命部の盾になる効果も期待できる。
現代の海軍での最初のトリマランは2000年に建造された。実験船トライトン（RV Triton）がイギリスのヴォスパー・ソーニクロフト社により建造され、イギリス海軍のFuture Surface Combatant（将来型水上戦闘艇）の技術試験船として使用された。船体形状の実用性を確認するために使用されたが、2005年には民間企業へ売却され、以後イギリスでトリマラン艦船の採用には繋がっていない。2007年から2015年までは、オーストラリア税関（現オーストラリア国境警備隊）の海上警備隊で使用された。
2005年10月、米国海軍は、ジェネラル・ダイナミクス設計、オースタル建造のトリマラン型LCS(沿海域戦闘艦)「インディペンデンス」を発注した。しかしLCSは諸事情から、対抗案であった単胴船型のフリーダム級も並行配備されるという異例の事態となる。さらに根本仕様そのものや、技術面からも無数の問題が噴出。LCSは計画されている全隻の完成を待たずして初期建造分から退役が始まる状況に陥っている。代替として計画されているコンステレーション級ミサイルフリゲートはオーソドックスな設計の単胴船となっている。
2014年度から計画が始まった新たな小型多機能護衛艦（FFM）の初期コンセプトでもLCSの影響を受けたトリマラン型の超高速艦なども構想されたが、最終的に通常船型のもがみ型護衛艦となった。
2012年8月31日にバリ海峡を初航行した全長63メートルの炭素複合材トリマラン・高速ミサイル艇（インドネシア語：Kapal Cepat Rudal [KCR]）は、クレワン級高速戦闘艇と名付けられた（Klewangは伝統的なインドネシアの片刃の剣のこと）。この船はインドネシア東ジャワ州のバニュワンギに本拠を置く造船会社ノース・シー・ボートによって建造された、インドネシア海軍のステルス性を備えたトリマランで、多数の先端技術を結集して建造された。船体はインフュージョン成形と炭素繊維-ビニルエステル複合材で全構造が作られた波浪貫通型船体で、ステルス性を高めた船体形状によりRCSを低減している。 1番艦のクレワンは、2012年9月28日のメンテナンス中にエンジンルームの電源ショートによる火災で喪失した。
43メートル級トリマラン「オーシャン・イーグル」は、1998年に動力船世界周航記録を達成したトリマラン「アドベンチャー」などの設計者であるナイジェル・イレンズの案を元に、フランスの造船会社CMN（Constructions Mécaniques de Normandie）が建造して、モザンビークで沿岸警備任務に就く予定である。

## 帆走トリマラン

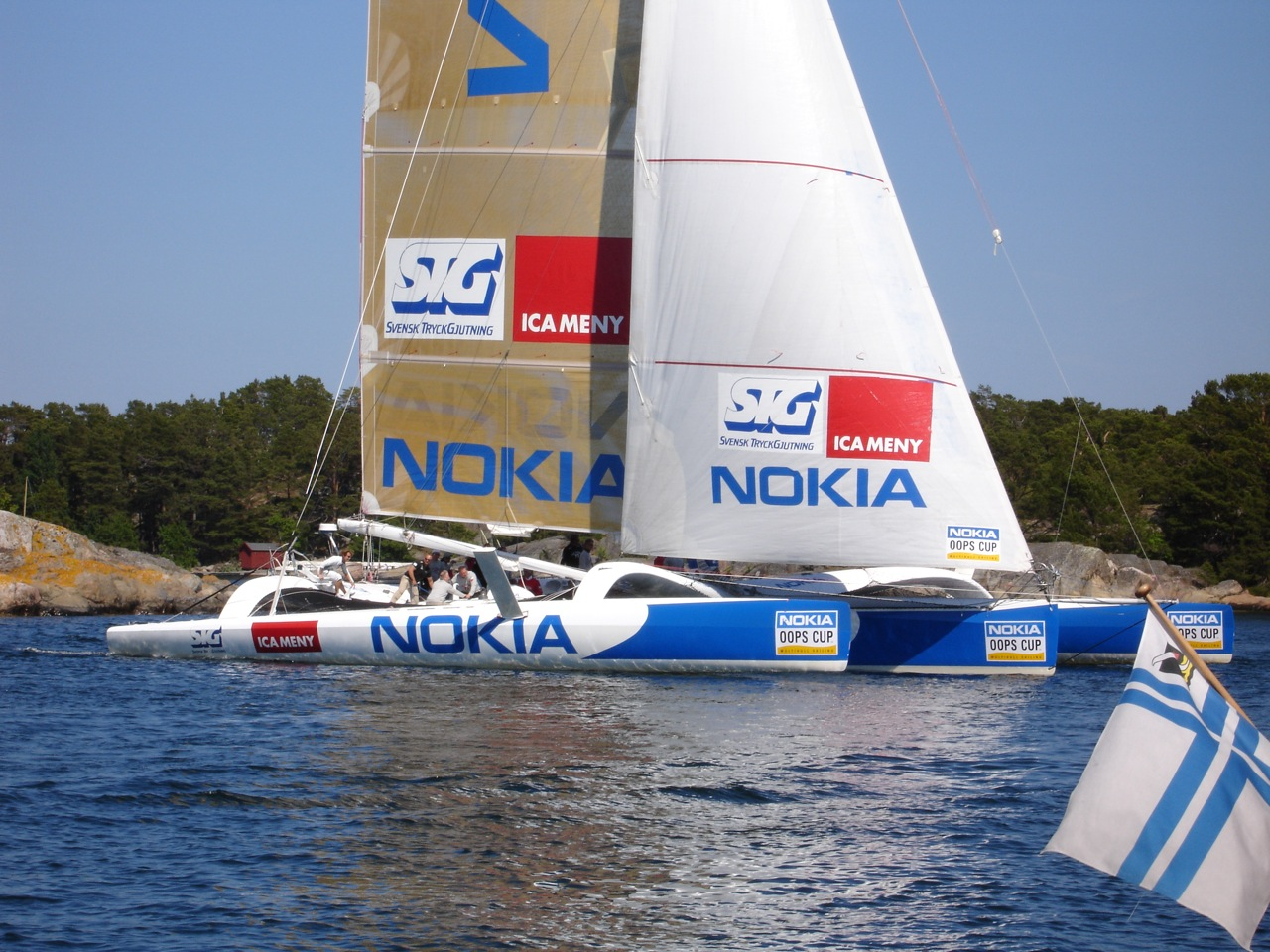
ノキア、60-フート 全長 (18 m) Open Ocean Performance Sixties （ORMA 60）シリーズ用に建造されたトリマラン(2005年)。
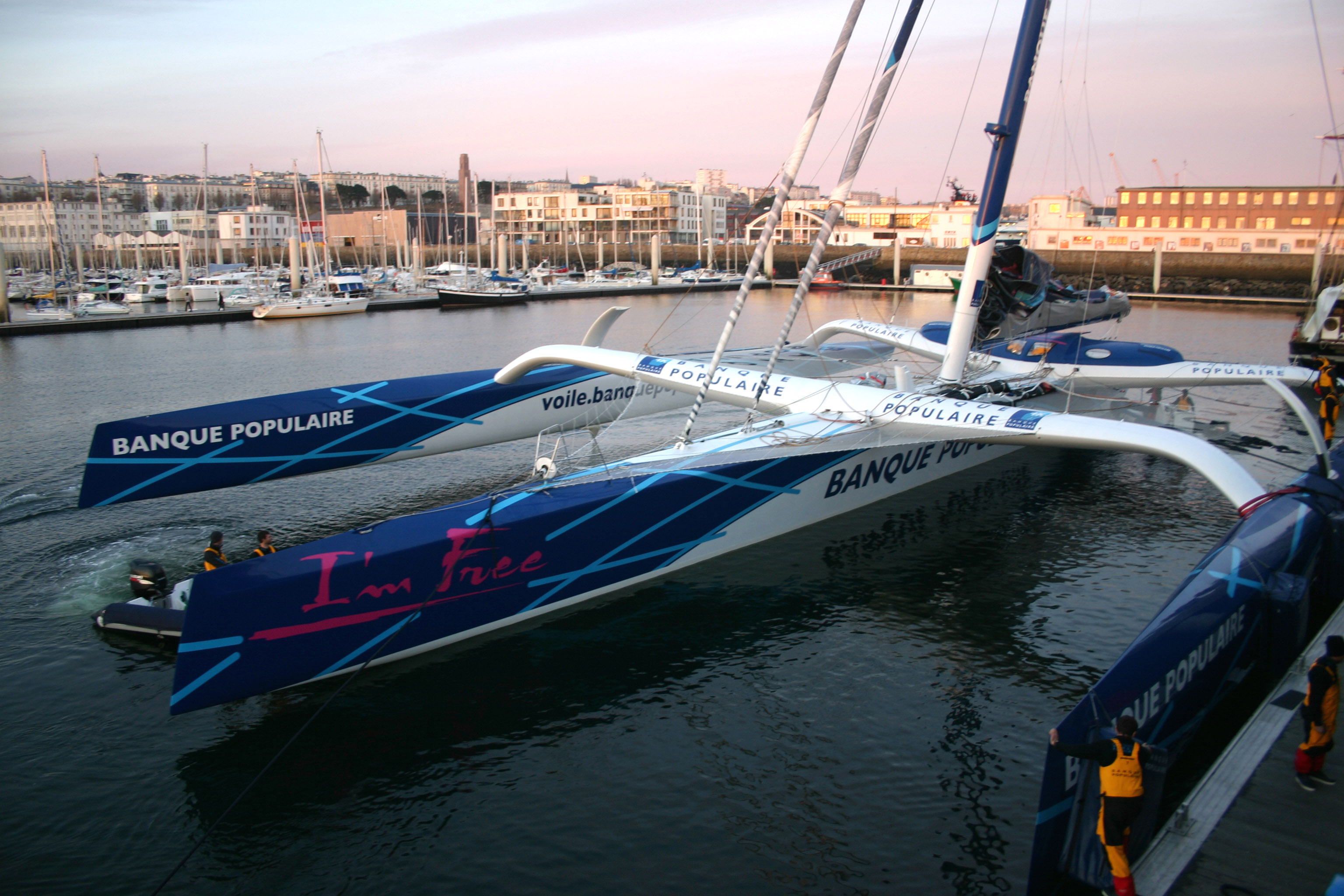
2009年のバンクポピュレールV。当時最大のマキシトリマランで、 24時間航行距離と大西洋横断の記録を保持している。
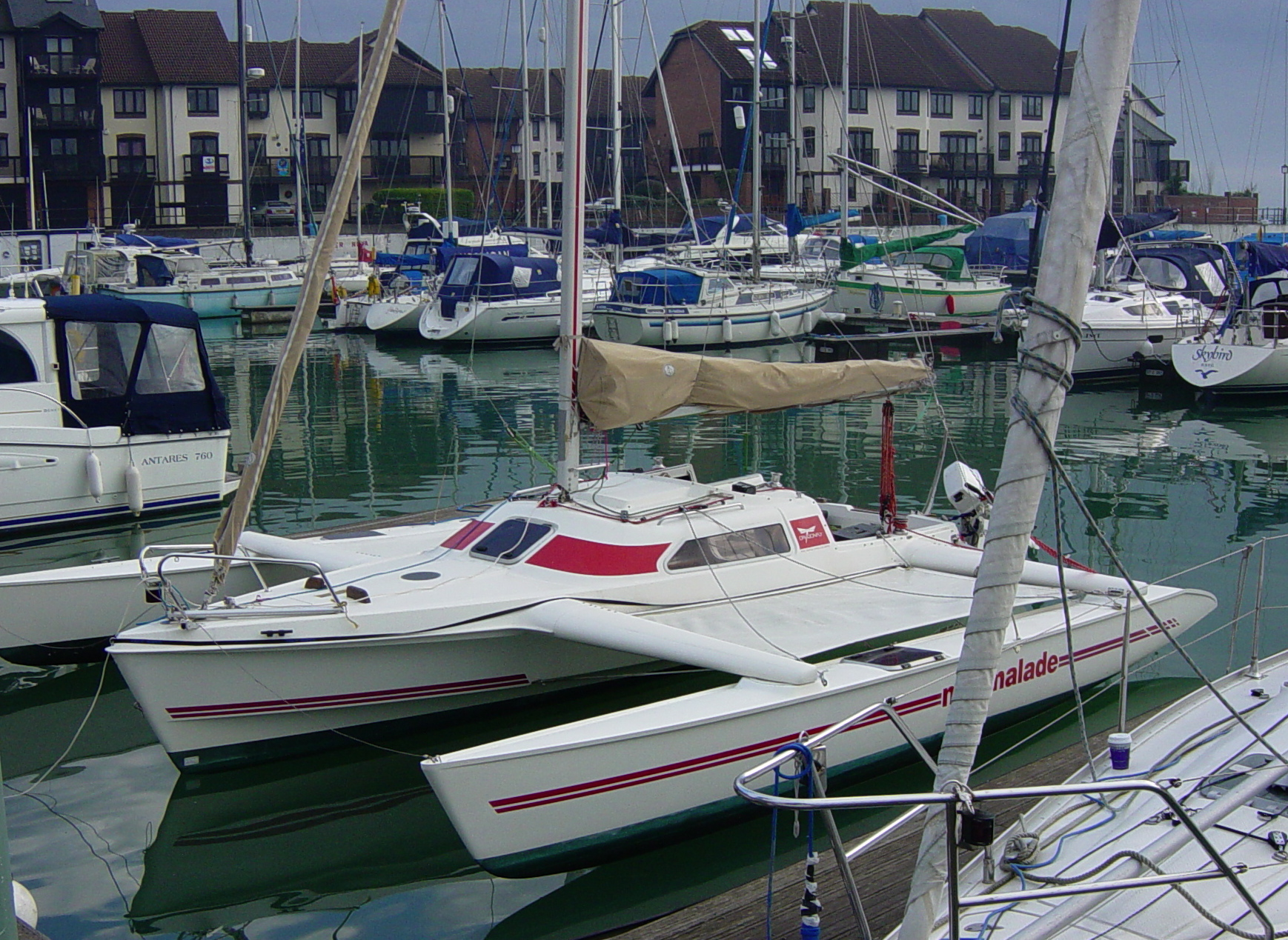
フロートを伸ばした状態の折りたたみ式トリマラン。
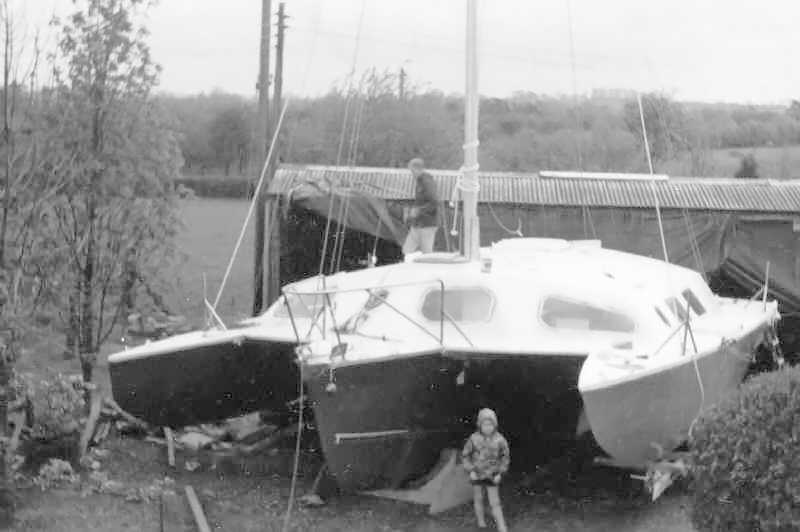
1972年に建造中の自作のクルージングトリマラン。

## 動力トリマラン

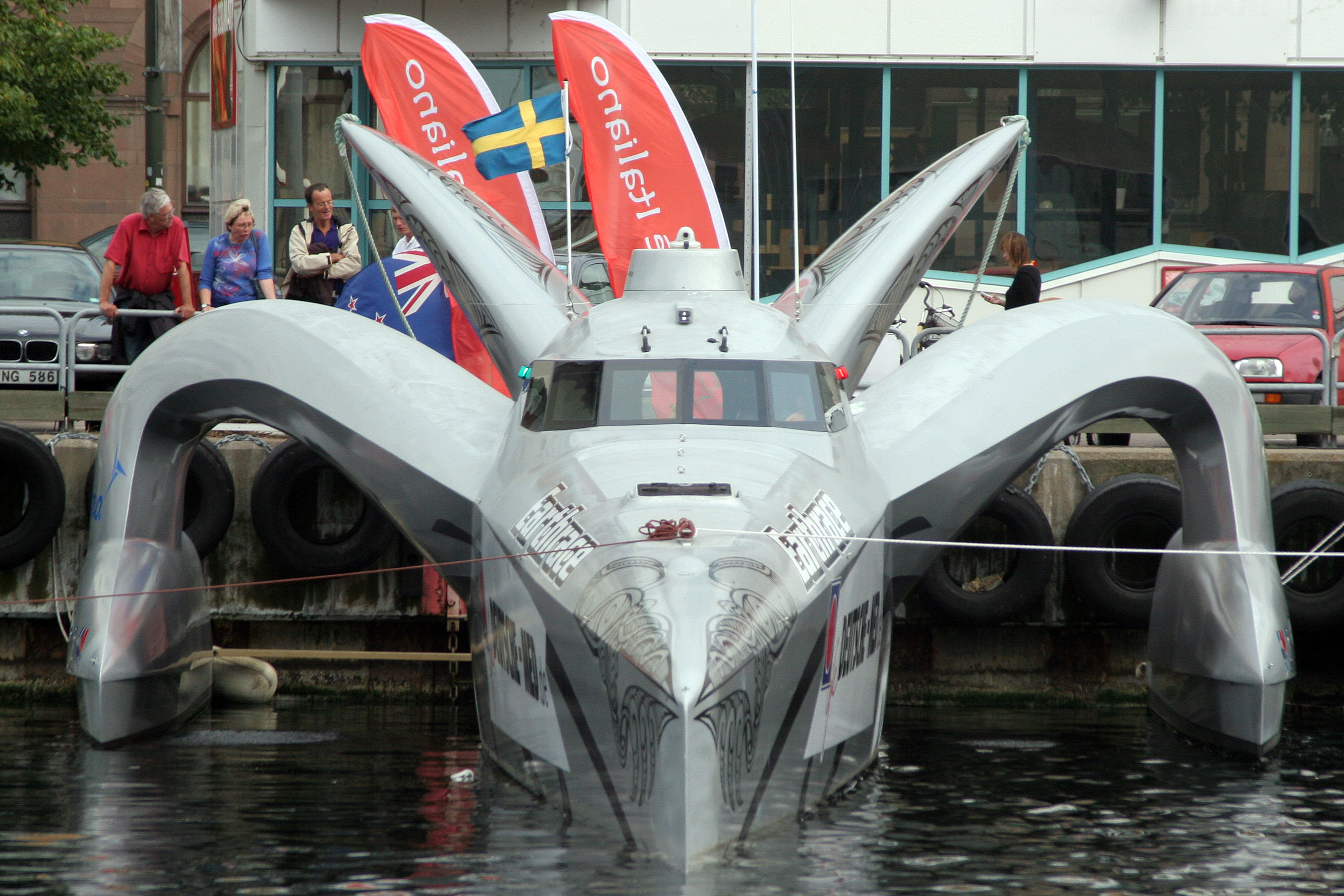
スウェーデン、マルメのドックでのスピードボートアースレース。
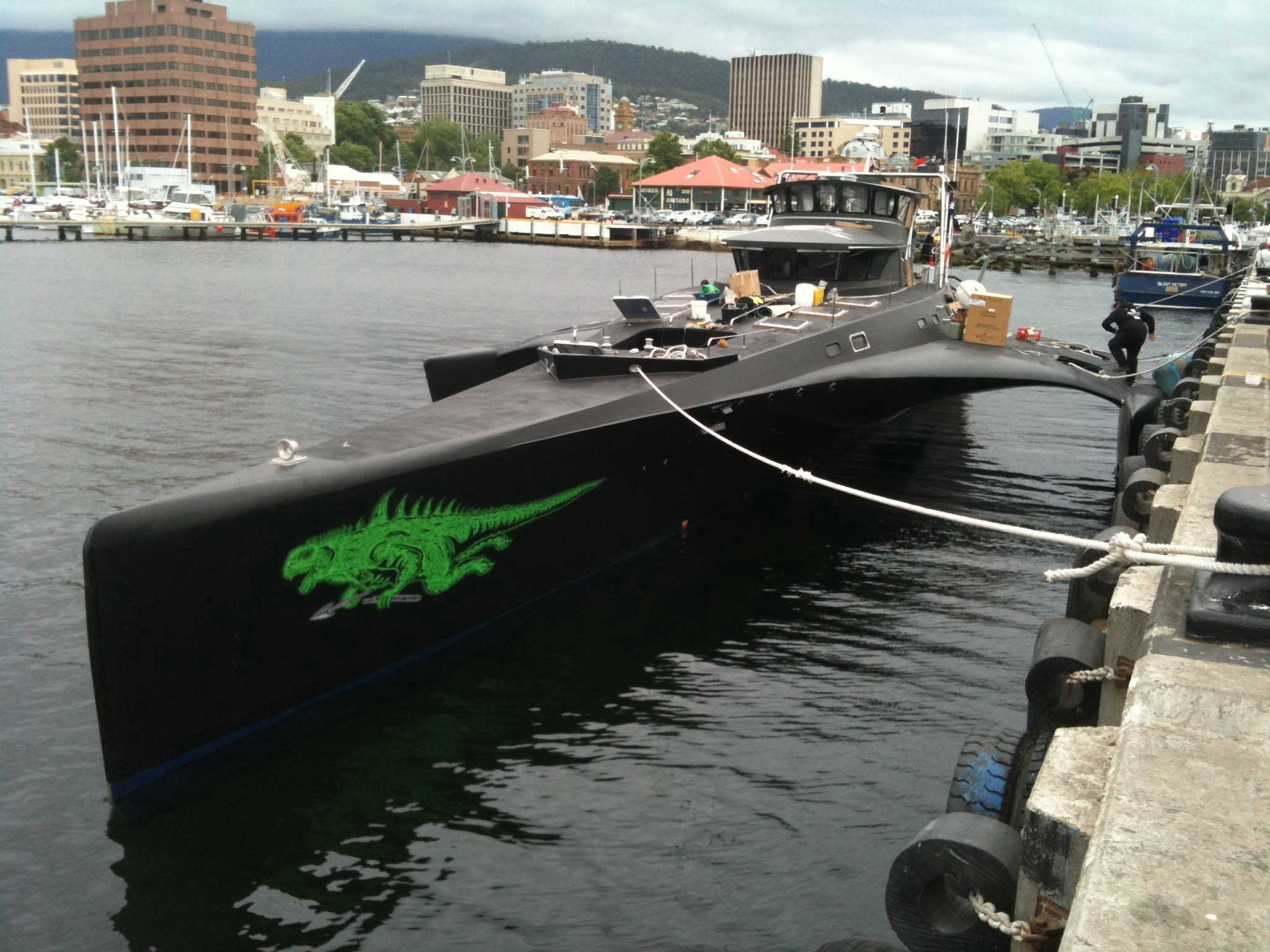
タスマニア州ホバート港にあるMVゴジラ。
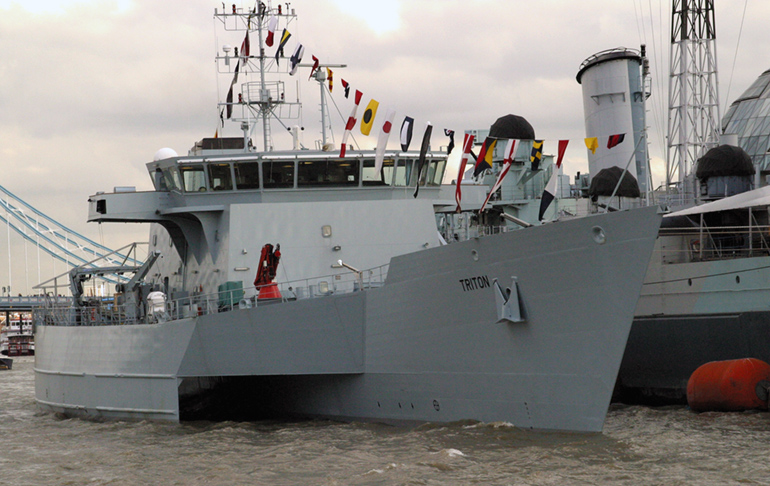
RV トライトン
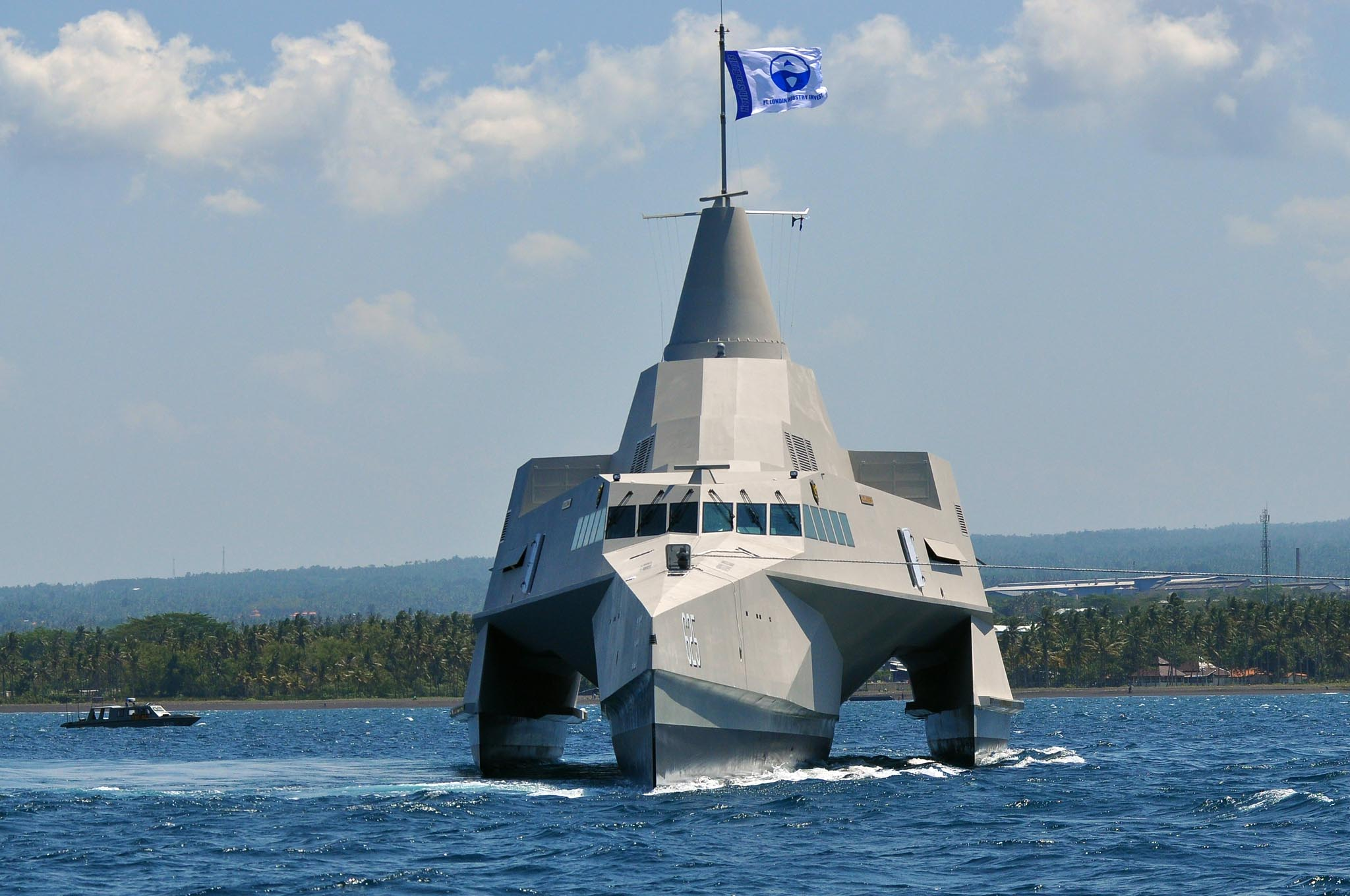
インドネシアバリ海峡を航行するKlewang級高速攻撃艇X3K 。
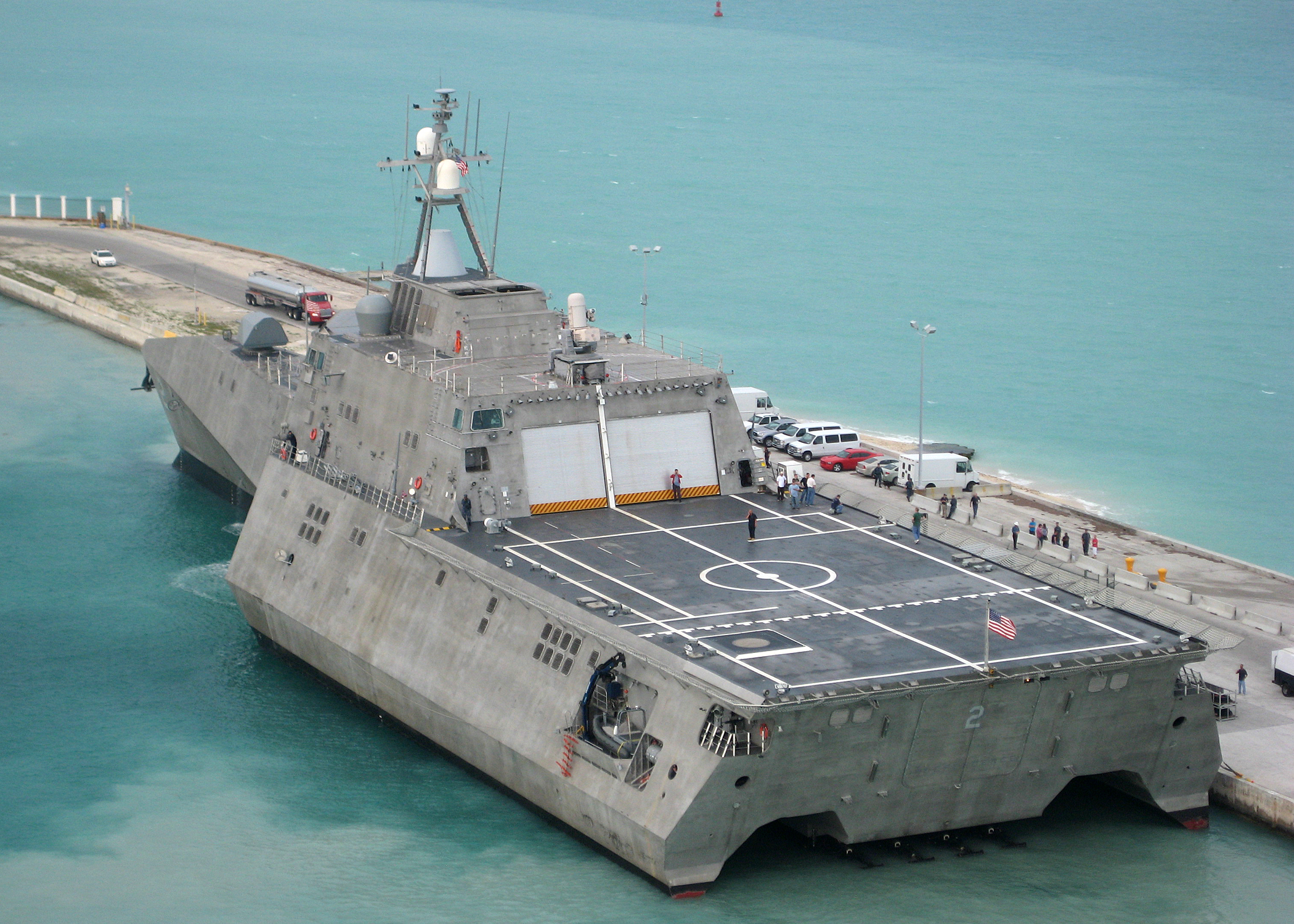
「インディペンデンス」艦尾より